# سیارک ۵۸۲۹
سیارک ۵۸۲۹ (به انگلیسی: 5829 Ishidagoro، نامگذاری:1991CT1) پنج هزار و هشتصد و بیست و نهمین سیارک کشف شده‌است که در ۱۱ فوریه ۱۹۹۱ کشف شد.
قدر مطلق سیارک برابر ۱۳٫۸۰ است.